# Krzysztof Szeremeta
Krzysztof Szeremeta (ur. 1990 w Prudniku) – polski poeta, edytor, krytyk literacki, animator kultury.

## Życiorys
Uczęszczał do Szkoły Podstawowej nr 3 i Gimnazjum nr 1 w Prudniku, a w 2009 ukończył I Liceum Ogólnokształcące im. Adama Mickiewicza. Na początku kariery jego teksty publikowały czasopisma: „Arkadia”, „Rzeczpospolita Kulturalna – Londyn”, „Cegła”, „RED”, „Tygodnik Prudnicki”. Był członkiem lokalnej grupy młodych poetów „Trzy Razy Zet”, współpracował z Teatrem Bez Garderoby przy organizacji przedstawień teatralnych, a będąc członkiem Prudnickiego Klubu Fantastyki „Amulong”, doprowadził do powstania w Prudniku konwentu fanów fantastyki.
Wybrany przez Karola Maliszewskiego do projektu Biura Literackiego Połów 2010, autor arkusza poetyckiego Długi dystans (Biuro Literackie, Wrocław 2009). W grudniu 2011 r. wydał debiutancką książkę Nowy dokument tekstowy (Zeszyty Poetyckie, Gniezno 2011). Zwycięzca Turnieju Jednego Wiersza o Czekan Jacka Bierezina w 2012 r., finalista konkursów poetyckich im. Tymoteusza Karpowicza i im. Kazimierza Ratonia. Ukończył edytorstwo na Wydziale Polonistyki UJ.
Zamieszkał w Krakowie, gdzie podjął pracę w Instytucie Literatury. W latach 2013–2017 członek redakcji „Pressji”. W 2019 roku nakładem Domu Literatury w Łodzi ukazał się jego drugi tom poetycki Czarne poszetki (Łódź 2019).
Publikował teksty krytyczne i literackie m.in. w „Odrze”, „Portrecie”, „Ricie Baum”. Jego wiersze przetłumaczone zostały na język angielski w Anthologia 2. New polish poets series wydawnictwa OFF Press w Londynie.
Animator imprez literackich w Krakowie (m.in. Poetyckie Derby Krakowa).

## Twórczość
Poezja
- Długi dystans (arkusz), Biuro Literackie, Wrocław 2009.
- Nowy dokument tekstowy, Zeszyty Poetyckie, Gniezno 2011.
- Czarne poszetki, Dom Literatury w Łodzi / Stowarzyszenie Pisarzy Polskich Oddział w Łodzi, Łódź 2019.

Antologie
- Połów. Poetyckie debiuty 2010, red. Roman Honet, Biuro Literackie, Wrocław 2010.
- Anthologia#2, red. Dawid Jung i Marcin Orliński, OFF Press / Zeszyty Poetyckie, Londyn-Gniezno 2010.